# Mison
Mison är en serie skyddsgaser för svetsning som innehåller en tillsats av kvävemonoxid som mycket lätt reagerar med ozon och bildar syrgas och kvävedioxid. Mison angriper på så sätt problemet direkt vid källan, det vill säga det mesta ozonet förstörs i samma stund som det bildas. Skyddsgaser används i huvudsak för att skydda själva svetsen. Utvecklingen mot högre svetsprestanda har dessvärre gjort att mängden ozon som bildas vid svetsningen ökar vilket leder till försämrad arbetsmiljö. Skyddsgaser som inte bara skyddar svetsen, utan också svetsaren, har därför blivit allt viktigare.
Många års erfarenhet har visat att svetsarens arbetsmiljö förbättras om man reducerar ozonhalten. EEA (European Environmental Agency), ett miljöorgan inom EU, hävdar att ozon är en hälsofara. Man anger att typiska symptom vid korttidsexponering för ozon är irritation i ögon och hals, hosta, inflammation i lungor och andningssvårigheter. 
Enligt EEA återhämtar sig kroppen visserligen snabbt efter exponering för höga ozonhalter men vid upprepad exponering kan bestående skador uppstå på lungvävnaden. Det hygieniska nivågränsvärdet är så lågt som 0,1 ppm (miljondelar). Redan halter under gränsvärdet kan, enligt EEA, ge symptom hos känsliga personer, till exempel astmatiker.
Tillsatsen av kvävemonoxid i misionskyddsgaser påverkar inte den färdiga svetsens egenskaper. Vid TIG- och MIG-svetsning kan den däremot ge en stabilare ljusbåge och bättre kontroll över svetsen men den viktigaste skillnaden mot standardgaser är hälsoaspekten.